# سلطان البلوی
سلطان البلوی (انگلیسی: Sultan Al-Balawi؛ زادهٔ ۲۶ دسامبر ۱۹۷۹) یک ورزشکار اهل عربستان سعودی است.
از باشگاه‌هایی که در آن بازی کرده‌است می‌توان به باشگاه فوتبال الوطنی عربستان سعودی، باشگاه فوتبال التعاون عربستان سعودی، و باشگاه فوتبال الوطنی عربستان سعودی اشاره کرد.